# Meliboeus trisulcus
Meliboeus trisulcus es una especie de escarabajo del género Meliboeus, familia Buprestidae. Fue descrita científicamente por Thunberg en 1827.